# Peso pactado
Un peso pactado es un término utilizado en deportes de combate, como el boxeo o las artes marciales mixtas, para describir un límite de peso que no se adhiere a los límites tradicionales de las categorías de peso. En el boxeo, un peso pactado se negocia antes del pesaje, que se realiza un día antes de la pelea. El término puede usarse también en la lucha libre profesional.

## Explicación
Estrictamente hablando, en el boxeo, un peso pactado se utiliza para describir un límite de peso para una pelea que no se ajusta a los límites de las clases de peso expandidas. Los pesos pactados se implementaron después de que las reglas tradicionales de pesaje, que se realizaban el día de la pelea, se cambiaran para hacerse el día antes de la pelea. Del mismo modo, los pesos pactados se implementaron después de la expansión de las tradicionales ocho divisiones de peso a diecisiete.
Tradicionalmente, se utilizaba un peso acordado para describir un peso pactado cuando solo existían límites de ocho divisiones y todos los pesajes se realizaban "el día o horas" antes de la pelea. Un hito histórico que señala el final de los pesajes "el día de" la pelea es la llegada de la televisión. Durante la era de Muhammad Ali (décadas de 1960 y 1970), las promociones de boxeo comenzaron a televisar los procedimientos de pesaje para generar publicidad antes de las peleas programadas, lo que hizo necesario realizar pesajes "el día antes" de la pelea.
Los boxeadores pueden perder peso para el pesaje "el día antes" de la pelea con métodos modernos de acondicionamiento y entrenamiento, y recuperar el mismo peso el "día de" la pelea. El propósito de un peso pactado es compensar la capacidad de los boxeadores más grandes para perder peso antes del pesaje "el día antes" de la pelea y recuperar el peso para exceder el límite especificado (división o peso pactado) el "día de" la pelea con poco efecto en el rendimiento. El peso pactado tiene como objetivo proporcionar un campo de juego equitativo y prevenir desajustes de peso que puedan poner en peligro a los boxeadores. Más importante aún, el peso pactado asegura que la pelea no se cancele debido a posibles desacuerdos de último minuto sobre la hora de la pelea.